# Bazzania schultze-motelii
Bazzania schultze-motelii là một loài Rêu trong họ Lepidoziaceae. Loài này được N. Kitag. mô tả khoa học đầu tiên năm 1980.